# (9076) Shinsaku
(9076) Shinsaku ist ein Asteroid des Hauptgürtels, der am 8. Mai 1994 vom japanischen Astronomen Akimasa Nakamura am Kuma-Kōgen-Observatorium (IAU-Code 360) bei Kumakōgen in der Präfektur Ehime entdeckt wurde.
Der Asteroid wurde nach dem japanischen Revolutionär und Samurai Shinsaku Takasugi (1839–1867) benannt, der als Anführer der gegen das Shogunat gerichteten Truppen eine wichtige Rolle bei der Meiji-Restauration spielte.